# كوبيلاي آكتاش
كوبيلاي آكتاش (بالتركية: Kubilay Aktaş؛ بالفرنسية: Kubilay Aktaş) هو لاعب كرة قدم تركي وفرنسي في مركز الوسط، ولد في 29 يناير 1995 في فرنسا. شارك مع منتخب تركيا تحت 19 سنة لكرة القدم ومنتخب تركيا تحت 21 سنة لكرة القدم. أما مع النوادي، فقد لعب مع أولمبيك ليون وبولو سبور ونادي قاسم باشا.

## وصلات خارجية
- كوبيلاي آكتاش على موقع اتحاد تركيا (لاعب) (الإنجليزية)
- كوبيلاي آكتاش على موقع قاعدة بيانات كرة القدم.إي يو (الإنجليزية)
- كوبيلاي آكتاش على موقع Soccerway.com (الإنجليزية)
- كوبيلاي آكتاش على موقع عالم كرة القدم.نت (الإنجليزية)